# マリー・トラヴァース
マリー・トラヴァースとして知られるマリー・アリン・トラヴァース（Mary Allin Travers, 1936年11月9日 - 2009年9月16日）は、米国のシンガーソングライターで、ピーター・ヤローとノエル・ポール・ストゥーキーとともに、1960年代を代表するフォーク、ポップ音楽のトリオ、ピーター・ポール&マリーのメンバーであった。1960年代初めのニューヨーク市グリニッジ・ヴィレッジの音楽シーンにいたフォーク音楽家の大多数とは異なり、トラヴァースは、実際にグリニッジ・ヴィレッジを地元として育った人物であった。

## 生い立ち
マリー・トラヴァースは、ケンタッキー州ルイヴィルに、父ロバート・トラヴァース（? - 1973年）と母ヴァージニア・コグニーの間に生まれた。両親はいずれもジャーナリストで、全米新聞労働組合の活動家であった。
1938年、一家はニューヨーク市のグリニッジ・ヴィレッジに転居する。マリー・トラヴァースはリトル・レッド・スクール・ハウスに学んだが、第11学年で退学し、歌手の道に入った。

## 歌手活動

ピーター・ポール&マリー。1967年1月の来日公演。

1955年に、ピート・シーガーがフォークウェイズ・レコードから労働運動の歌を集めた「Tanlking Union」の再発盤を出した際、まだ高校生だったトラヴァースは、シーガーのバック・コーラスを務めたザ・ソング・スワッパーズ(The Song Swappers) に参加していた。この年、ザ・ソング・スワッパーズはシーガーと4枚のアルバムを制作した。当時、トラヴァースは歌を趣味と考えていたし、必ずしも積極的ではなかったが、音楽仲間からは大いに激励されて歌っていた。
トラヴァースは、ブロードウェーの「The Next President」というショーのキャストも務めた。
1961年、ピーター・ポール&マリーがグループとして結成され、すぐさま成功を収める。グループのマネージャーは、ボブ・ディランと同じアルバート・グロスマンであった。PP&Mがディランの作品「くよくよするなよ (Don't Think Twice, It's All Right)」を取り上げたことは、ディランのアルバム『フリーホイーリン・ボブ・ディラン』が4ヶ月にわたってアルバム・トップ30に留まる契機となった。
AP通信によるトラヴァースの訃報によれば、

グループの最初のアルバム『Peter, Paul and Mary』は1962年に発売され、すぐにそこから「天使のハンマー（If I Had a Hammer）」と「レモン・トゥリー」がヒットした。「天使のハンマー」は、ベスト・フォーク・レコーディングと、ヴォーカル・グループのベスト・パフォーマンスの部門で、グラミー賞を受賞した。
続いて出された『Moving』からは、純真さの喪失を歌った「パフ」がヒットして、チャートの2位まで上昇したが、他方では、大麻を賞賛する曲であるという当時としては否定的な風評が生まれたりもした。
3枚目の『In the Wind』は、当時22歳だったディランの歌を3曲も取り上げていた。そのうち「くよくよするなよ」と「風に吹かれて（Blowin' in the Wind）」はトップ10入りして、ディランの歌を大いに世間に広めた。「風に吹かれて」は、ある2週間のうちに30万枚を売り上げたほどであった。
1963年のある時点では、ビルボード誌のLPチャートの上位6位までに、PP&Mのアルバム3枚がランクインし、彼らはフォーク復興運動における最大のスターとなった。
PP&M の「天使のハンマー」は、人種の平等を求める象徴的な歌となり、ディランの作品「風に吹かれて」も同様であった。これらの曲は、1963年8月のワシントン大行進の際にも演奏された。
PP&Mは1970年に解散し、トラヴァースはソロ活動に入った。「Mary」 (1971年)、「Morning Glory」 (1972年)、「All My Choices」 (1973年)、「Circles」(1974年)、「It's in Everyone of Us」(1978年)。その後、PP&M は、1978年に再結成して各地をツアーし、新しいアルバムを発表した。1999年には、ボーカル・グループの殿堂入りを果たした。

## 私生活
トラヴァースの最初の3回の結婚は、いずれも離婚に終わった。4人目の夫として1991年に結婚したレストラン経営者イーサン・ロビンスは、トラヴァースに先立たれることになった。トラヴァースには娘が2人いる。晩年は、コネチカット州の小さな町レディングに住んでいた。

## 晩年の病と死

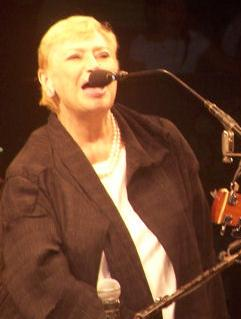
2006年

2005年、トラヴァースは白血病と診断された。骨髄移植によって病状の進行を遅らせることはできたが、2009年9月16日に、トラヴァースはコネチカット州ダンベリーのダンベリー病院で、化学療法が引き起こした合併症によって死去した。72歳であった。

## ソロ作品
- 1971年: Mary (Warner Bros.)
- 1972年: Morning Glory (Warner Bros.)
- 1973年: All My Choices (Warner Bros.)
- 1974年: Circles (Warner Bros.)
- 1978年: It's In Everyone of Us (Chrysalis)